# Station Castleconnell
Station Castleconnell is een spoorwegstation in Castleconnell in het Ierse graafschap Limerick. Het station ligt aan de lijn Dublin - Limerick via Ballybrophy. De dienstregeling op deze lijn is nog maar zeer beperkt. Castleconnell heeft nog drie treinen in de richting Limerick en twee treinen richting Ballybrophy waar een aansluiting naar Dublin is. Hoewel de route via Nenagh korter is gaan vrijwel alle treinen van Limerick naar Dublin via Limerick Junction.